# Chagai-II
Chagai-II es el nombre en clave asignado a la segunda prueba atómica realizada por Pakistán el 30 de mayo de 1998 en el desierto de Kharan en la provincia de Baluchistán de Pakistán. Chagai-II tuvo lugar dos días después de la primera prueba exitosa de Pakistán, Chagai-I, que se llevó a cabo el 28 de mayo de 1998 en la zona de Ras Koh en el distrito de Chagai, Baluchistán, Pakistán.
Los objetivos iniciales eran probar los nuevos diseños del arma en lugar de estudiar los efectos, y fueron diferentes de las primeras pruebas en que fueron realizadas principalmente por la Comisión de Energía Atómica de Pakistán (PAEC), con las formaciones de ingeniería de las Fuerzas Armadas de Pakistán que solo tenían un papel de apoyo.
Las pruebas detonaron dispositivos de plutonio de grado militar de fisión reforzada de tipo implosión, contrariamente a las pruebas Chagai-I que eran dispositivos de uranio de grado armamentístico. La realización de estas pruebas hizo un total de seis pruebas realizadas por Pakistán en mayo de 1998. 

## Preparativos de prueba

### Selección y planificación
El desierto de Kharan es un desierto arenoso y montañoso, con temperaturas muy altas. La región se caracteriza por lluvias muy escasas, altas temperaturas en verano, vientos de alta velocidad, suelos pobres, vegetación muy escasa y una baja diversidad de especies vegetales; su temperatura media se registra entre 55 °C en verano y 2.5 °C en invierno (las fuentes varían).
La seguridad y la protección requerían un área aislada, remota e inhabitable con condiciones climáticas extremas para evitar cualquier posible lluvia radiactiva. Con este fin, el físico nuclear Ishfaq Ahmad inició un estudio tridimensional con la ayuda del sismólogo Ahsan Mubarak; recibió la aprobación final de Munir Ahmad en 1976. A diferencia de las montañas de granito, el requisito de la PAEC era encontrar un sitio adecuado en una región desértica casi sin vida silvestre para evitar cualquier tipo de mutación y estudiar los efectos explosivos de las armas.
Se sospechaba que los sitios de prueba de armas estaban ubicados en Kharan, en un valle desértico entre la región de Ras Koh al norte y la cordillera de Siahan al sur.  Posteriormente, la zona fue acordonada, convirtiéndose en zona de entrada restringida y cerrada al público.

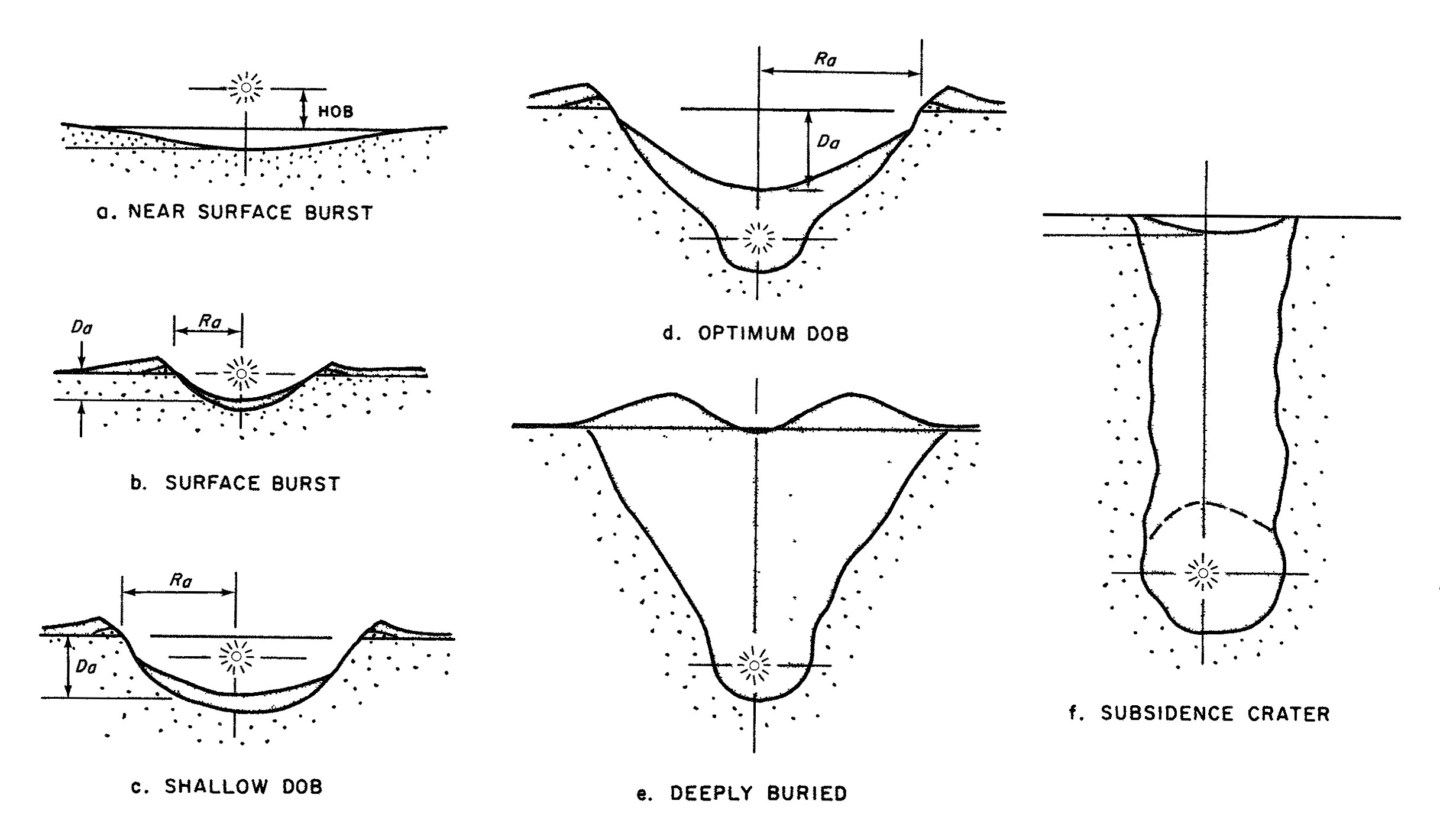
Según la PAEC, los laboratorios de pruebas de armas eran túneles horizontales en forma de L profundamente construidos. Se puede ver una descripción detallada en los diagramas d, e y f. Las pruebas dejaron un cráter como se muestra en la ilustración anterior.

Después de que los funcionarios de la PAEC hablaran con el primer ministro Zulfikar Ali Bhutto, los preparativos y los asuntos logísticos se entregaron a las Fuerzas Armadas de Pakistán. Un telegrama codificado en secreto fue enviado desde la Secretaría del Primer Ministro al Brigadier del V Cuerpo Muhammad Sarfraz. Sarfraz arregló un helicóptero para los científicos civiles. En 1977, Sarfraz fue enviado al Servicio de Ingeniería Militar para encargar formaciones de ingeniería al ejército de Pakistán por el general Zia-ul-Haq, el Jefe del Estado Mayor del Ejército.  Los funcionarios de la PAEC estuvieron de acuerdo en que las pruebas secundarias serían de naturaleza científica y las fuerzas armadas desempeñarían los roles de ingeniería. 
Las Obras de Desarrollo Especial (SDW), asistidas por el Cuerpo de Ingenieros, el Cuerpo de Ingeniería Eléctrica y Mecánica del Ejército de Pakistán (PEME) y la Organización de Obras Fronterizas (FWO), encabezaron la ingeniería de los sitios potenciales. Los ingenieros militares estaban al tanto de la detección por satélite, por lo tanto, el sitio en Kharan se construyó con precauciones adicionales. La SDW construyó alrededor de 24 sitios de prueba, 46 túneles pequeños y 35 alojamientos subterráneos para tropas e instalaciones de comando, control y monitoreo. El sitio de prueba fue de 91.4 por 61 metros y eran pozos horizontales en forma de L. Se establecieron amplias instalaciones de cables de diagnóstico, sensores de movimiento y estaciones de monitoreo dentro del sitio de prueba. La SDW tardó entre 2 y 3 años en prepararse y los preparativos se completaron en 1980, antes de que Pakistán adquiriera la capacidad de desarrollar físicamente una bomba atómica.
Después de su destino en el Cuartel General, Sarfraz transfirió el trabajo de Ingeniero en Jefe del Cuerpo de Ingenieros del Ejército de Pakistán al Teniente General Zahid Ali Akbar. La modernización de los laboratorios de pruebas estuvo a cargo de la FWO; la FWO no acreditó el trabajo en la construcción de los laboratorios de prueba de armas en el desierto de Kharan, y había supervisado toda la construcción en los sitios junto con el SDW.
Los preparativos finales fueron supervisados por el entonces teniente coronel Zulfikar Ali Khan, y el presidente de la PAEC, Munir Ahmad, asistidos por Ishfaq Ahmad, Director Técnico de la PAEC.

## Rendimientos de prueba y vuelo
Los equipos de científicos e ingenieros de la Comisión de Energía Atómica de Pakistán (PAEC) llegaron al sitio dirigidos por Samar Mubarakmand, un físico nuclear. Las pruebas se realizaron el 30 de mayo de 1998 a las 13:10 hrs (UTC+5). La bomba atómica era de tamaño pequeño pero muy eficiente y produjo una onda de choque y una explosión muy poderosas.
Los dispositivos fueron armas de fisión reforzadas con plutonio de grado militar, lo que produjo el 60,1% de las primeras pruebas realizadas dos días antes. El Grupo de Física Teórica (TPG) calculó que el rendimiento de la voladura fue de 20 kt, mientras que la Sociedad Estadounidense de Física estimó el rendimiento en 8 kt sobre la base de los datos recibidos por su computadora. Abdul Qadeer Khan confirmó los cálculos del TPG en una entrevista en 1998.
Un cráter ocupa ahora el lugar de lo que solía ser un pequeño montículo en el desierto ondulado, que marca la zona cero de la prueba nuclear. La Comisión de Energía Atómica de Pakistán había probado uno o más dispositivos nucleares de plutonio, y los resultados y los datos de los dispositivos tuvieron el éxito esperado por los matemáticos y sismólogos de Pakistán.

## Equipos de prueba

### Comisión de Energía Atómica de Pakistán
- Samar Mubarakmand, Director Técnico de la PAEC.
- Hafeez Qureshi, Dirección de Desarrollo Técnico (DTD)
- Irfan Burney, Director de la Dirección de Adquisiciones Técnicas (DTP).
- Tariq Salija, Director de la División de Aplicaciones de Radiación e Isótopos (RIAD).
- Muhammad Jameel, Director de la Dirección de Servicios de Ciencia e Ingeniería (DSES)
- Muhammad Arshad, Director Científico (CSO).
- Asghar Qadir, Director del Grupo de Física Teórica

### Cuerpo de Ingenieros del Ejército de Pakistán
- Teniente general Zulfikar Ali Khan, Ingeniero en Jefe de la División de Ingeniería de Sistemas y Combate del Cuerpo de Ingenieros del Ejército de Pakistán